# Jošanica (Montenegró)
Jošanica (cirill betűkkel Јошаница) falu Montenegróban, az Andrijevicai községben.

## Népesség
- 1948-ban 435 lakosa volt.
- 1953-ban 513 lakosa volt.
- 1961-ben 506 lakosa volt.
- 1971-ben 433 lakosa volt.
- 1981-ben 333 lakosa volt.
- 1991-ben 219 lakosa volt
- 2003-ban 162 lakosa volt, akik közül 122 szerb (75,3%), 39 montenegrói (24,07%).